# PFA Scotland
Die Professional Footballers’ Association Scotland (PFA Scotland) ist eine Spielergewerkschaft für Profi-Fußballspieler in Schottland. Sie organisiert Fußballspieler der schottischen Profiligen der Männer und Frauen.

## Geschichte
Die PFA Scotland ersetzte 2007 die aufgelöste Spielergewerkschaft der Scottish Professional Footballers’ Association (SPFA) die seit 1955 bestand und Teil der GMB (General, Municipal, Boilermakers and Allied Trade Union) war. Die PFA Scotland ist der englischen Professional Footballers’ Association und der weltweiten Gewerkschaft FIFPro angeschlossen. Ab 2021 waren Fraser Wishart Geschäftsführer und Tony Higgins Präsident der Organisation, während die ehemaligen Spieler Craig Beattie und Chris Higgins zum Verwaltungspersonal gehörten.
Jährlich werden die PFA Scotland Player of the Year, PFA Scotland Young Player of the Year, PFA Scotland Manager of the Year, PFA Scotland Women’s Young Player of the Year und PFA Scotland Women’s Player of the Year gewählt.